# Martwa fala

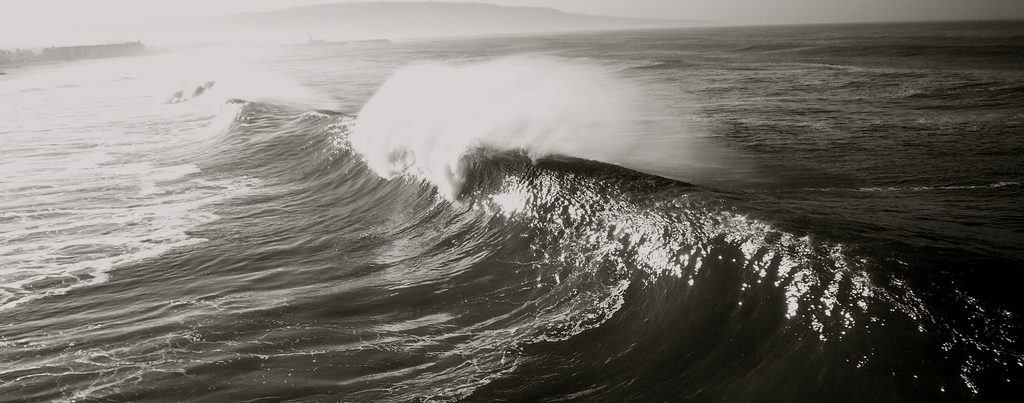
Załamujące się martwe fale w Hermosa Beach, Kalifornia

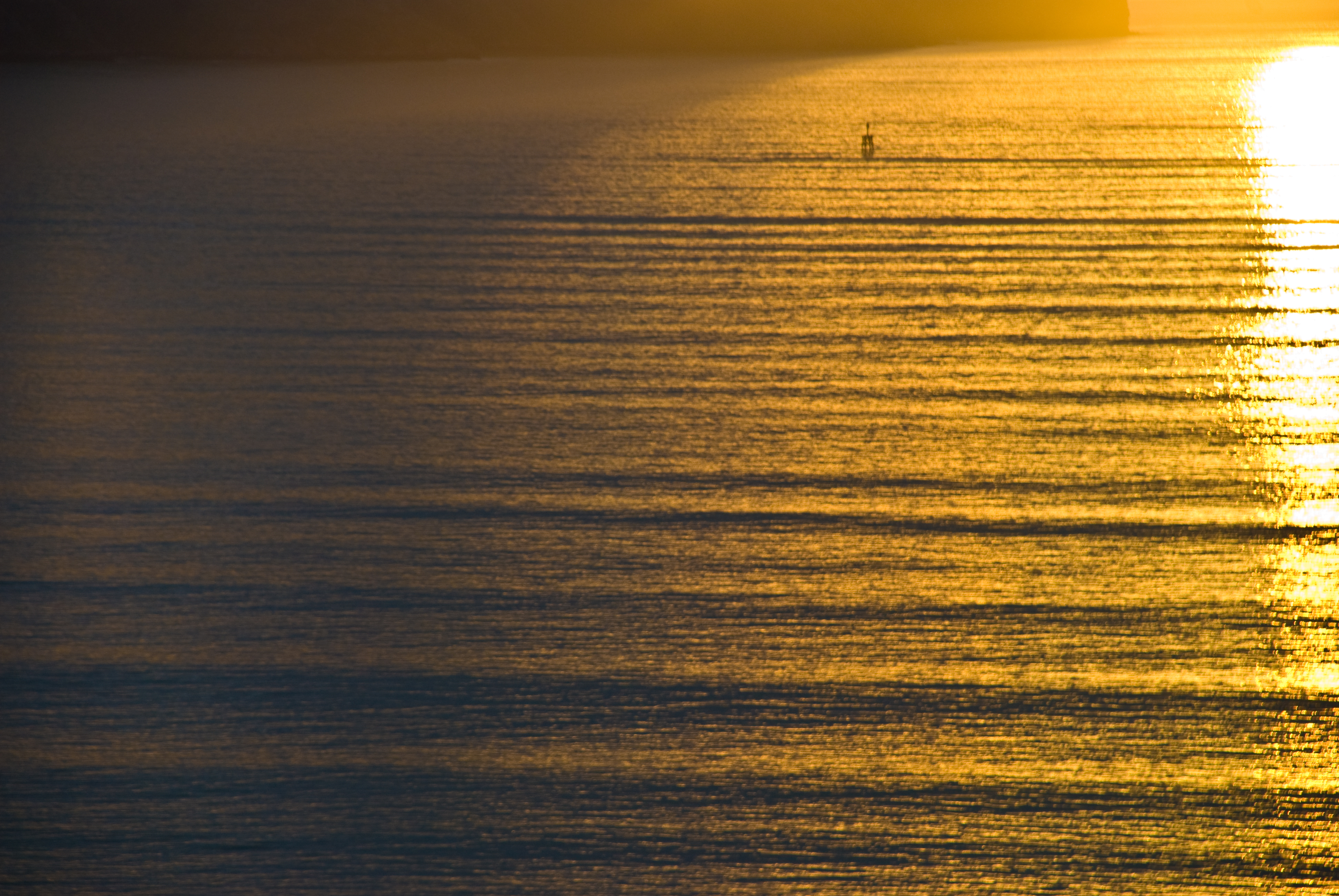
Martwe fale koło portu Lyttelton, Nowa Zelandia

Martwa fala (rozkołys) – długa, łagodna, powoli gasnąca fala posztormowa, powstała wskutek długotrwałego działania wiatru z jednego kierunku. Występuje tylko na dostatecznie rozległych obszarach wodnych. Może być również wywołana trzęsieniem ziemi (dna), wybuchem podwodnego wulkanu lub podwodnej bomby atomowej. Termin ten odnosi się jednak głównie do zjawisk pogodowych, gdy stan morza jest wyższy od siły wiatru.
Martwa fala może istnieć przez długi czas po ustaniu sztormu (i wiatru), który ją wywołał. Jeśli wiatr wieje nadal, kierunek martwej fali nie jest związany z kierunkiem wiatru. Kierunek martwej fali jest stały. Martwa fala może również obejmować tereny przyległe do sztormu, nawet jeśli panowała na nich lepsza pogoda, oraz dociera do miejsc osłoniętych, np. zatoki. Okres i długość martwej fali są znacznie większe niż fali wiatrowej.
Dla większych jednostek pływających martwa fala jest bardziej dokuczliwa, a nawet groźna od wyższej, ale jednak krótszej fali wiatrowej, ponieważ powoduje znacznie większe przechyły jednostki. Z tych samych powodów jest znacznie bardziej męcząca dla osób znajdujących się na tej jednostce, mogąc wywołać chorobę morską nawet u bardzo odpornych osób. Na jednostkach żaglowych stanowi zagrożenie poprzez nieoczekiwane (przy słabym wietrze lub braku wiatru) obrócenie poziomych, ruchomych elementów omasztowania (np. samoczynne przerzucenie bomu). Powoduje również „rzucanie” wiszącymi żaglami. Martwa fala stanowi również zagrożenie dla wszelkich jednostek zakotwiczonych bądź zacumowanych przed nadejściem martwej fali powodując nadmierne naprężenie łańcucha kotwicznego lub cum.
Znanym przykładem martwej fali jest kalema, czyli silny przybój oceaniczny występujący przeważnie w miesiącach letnich przy wybrzeżach zachodniej Afryki (od Liberii po Angolę).